# Xã Greenfield, Quận LaGrange, Indiana
Xã Greenfield (tiếng Anh: Greenfield Township) là một xã thuộc quận LaGrange, tiểu bang Indiana, Hoa Kỳ. Năm 2010, dân số của xã này là 1.276 người.